# Four à vapeur
 (février 2010).
Si vous disposez d'ouvrages ou d'articles de référence ou si vous connaissez des sites web de qualité traitant du thème abordé ici, merci de compléter l'article en donnant les références utiles à sa vérifiabilité et en les liant à la section « Notes et références ».

Four à vapeur à six niveaux.

Un four à vapeur ou four vapeur est un four qui, contrairement au four classique, permet de faire de la cuisson à la vapeur. Certains fours vapeur permettent en plus, la cuisson « sèche » classique ; ce sont les « fours combinés » vapeur ou fours « mixte vapeur ». Ceci permet de ne pas dessécher l'aliment pendant la cuisson et de préserver de nombreuses vitamines.

## Types de four vapeur

### Haute pression
C’est le principe de la cocotte-minute. La pression est augmentée afin d’accélérer la cuisson en milieu humide. L’aliment est plus préservé qu’en cuisson sèche.
Un four à haute pression est un four haute technologie à vapeur sèche qui préserve intactes les saveurs, les couleurs, les vitamines et le volume des aliments et restitue leurs qualités gustatives.
La vapeur sèche ou vapeur saturée existe seulement à une température et à une pression où l'eau à l'état liquide et la vapeur à l'état gazeux peuvent coexister ensemble. C'est-à-dire qu'on obtient la vapeur d'eau saturée lorsque la vitesse de vaporisation de l'eau est égale à celle de sa condensation.
La vapeur d'eau saturée est une source idéale de chaleur, surtout pour le chauffage à des températures supérieures à 100 °C.
Voici certaines des propriétés :
- chauffage rapide et uniforme à l'aide de la chaleur latente ;
- la pression contrôle la température ;
- coefficient de transmission de chaleur élevé ;
- la cuisson repose sur l'eau.

### Basse pression
Il y a plusieurs technologies pour le four vapeur basse pression.

#### Avec générateur de vapeur interne

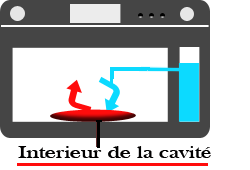
Technologie de générateur de vapeur interne.

C’est le principe du cuit-vapeur. L’eau est envoyée dans l’enceinte et coule dans la vasque de la sole. Le four monte en température pour produire de la vapeur depuis la sole. La saturation en vapeur de l’enceinte est dépendante de la quantité d’eau. C’est un pourcentage de saturation qui est utilisé sur ce type de four. L’inconvénient de ce type de four est le nettoyage et la maitrise de la quantité de vapeur.

#### La technologie du goutte-à-goutte
L’eau du réservoir vient tomber sur une plaque très chaude pour produire de la vapeur en fonction des besoins. C’est une version avancée du générateur interne. Le principal inconvénient est l’entartrage. Il faut nettoyer le circuit de l’eau et de l’enceinte à la main sur ce type de four.

#### Avec générateur de vapeur externe

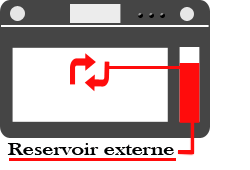
Générateur de vapeur externe.

C’est la technologie la plus avancée pour la génération de vapeur. L’eau contenue dans une bouilloire est portée à ébullition de manière indépendante à la température de l’enceinte du four. La vapeur est injectée dans le four par une buse en fonction des besoins de chaque programme, ou des spécifications de l’utilisateur. C’est cette buse qui définit (grâce aux données de la sonde d’atmosphère du four) la quantité de vapeur insufflée dans le four. Sur ce type de four, le nettoyage se fait par vidange. Il y a peu de risque d’entartrage.